# إيما كيركباي
إيما كيركباي (بالإنجليزية: Emma Kirkby) هي مغنية ومغنية أوبرا بريطانية، ولدت في 26 فبراير 1949 في كامبرلي في المملكة المتحدة.

## وصلات خارجية
- الموقع الرسمي
- إيما كيركباي على موقع IMDb (الإنجليزية)
- إيما كيركباي على موقع ميوزك برينز (الإنجليزية)
- إيما كيركباي على موقع ديسكوغز (الإنجليزية)
- إيما كيركباي على موقع قاعدة بيانات الفيلم (الإنجليزية)